# Gwinea na Letnich Igrzyskach Olimpijskich 1996
Gwineę na Letnich Igrzyskach Olimpijskich 1996 w Atlancie reprezentowało 5 zawodników: 4 mężczyzn i 1 kobieta. Najmłodszym reprezentantem była biegaczka Sylla M'Mah Touré (17 lat 241 dni), a najstarszym Robert Loua (27 lat 207 dni), również biegacz.
Był to szósty start reprezentacji Gwinei na letnich igrzyskach olimpijskich.

## Boks
Mężczyźni
- Aboubacar Diallo – waga lekkopóśrednia (17. miejsce)

## Lekkoatletyka
Kobiety
- Sylla M'Mah Touré – bieg na 200 metrów (odpadła w eliminacjach)

Mężczyźni
- Robert Loua – bieg na 100 metrów (odpadł w eliminacjach)
- Joseph Loua – bieg na 200 metrów (odpadł w ćwierćfinale)
- Amadou Sy Savané – bieg na 400 metrów przez płotki (odpadł w eliminacjach)